# 石家饭店
石家饭店是一家位于苏州吴中区木渎的苏帮菜名店。

## 历史
创始于清乾隆五十五年（1790年），创始人石汉，初名叙顺楼菜馆，一直在苏州木渎镇经营。
石家饭店位于木渎中市街的老店，李根源、叶恭绰为其题写店名，于右任、费孝通为其题写柱挂“名满江南”、“肺腑之味”，谓之“四叟迎宾”。
石家饭店的著名菜式有鲃肺汤、三虾豆腐、石家酱方、松鼠鳜鱼、鸡油菜心、清炒虾仁、活炝虾、油泼童鸡、母油整鸭和白汤鲫鱼等十大名菜，谓之“石菜”。前三道菜于1999年被评为江苏名菜，鲃肺汤且被收入《中华名菜谱》。1927年于右任曾作诗赞美石家饭店的鲃肺汤。
1999年，石家饭店被中华人民共和国国内贸易部授牌“中华老字号”，2006年在中华人民共和国商务部的重新评选中再次被评定为“中华老字号”。2008年被中国烹饪协会授予“中华餐饮名店”称号。

## 现状
石家饭店有三家门店，总店位于苏州市吴中区木渎镇中市街18号。此外还有灵岩山店和李公堤店。
2017年初，石家饭店的三家门店突然关闭。原因是石家饭店的所有者存在债务纠纷，石家饭店作为其资产受到波及。石家饭店停业引起各界关注，在此期间，木渎店更名叙顺楼继续营业。2018年初，灵岩山店在政府的帮助下重新改回石家饭店名号开业。
2023年11月，根据商务部等5部门印发的《关于公布中华老字号复核结果的通知》，石家饭店从中华老字号名单中移除。